# Asedio de Bolduque (1601)
El asedio de Bolduque, también conocido en neerlandés como cerco de 's-Hertogenbosch, fue un intento neerlandés sin éxito dirigido por el príncipe Mauricio de Nassau y William Luis de Nassau-Dillenburg para capturar la ciudad de Balduque (en neerlandés: s-Hertogenbosch), en la provincia de Brabante Septentrional, en los Países Bajos, defendido por aproximadamente 1500-2000 soldados españoles  en dos compañías de infantería y dos de caballería, mandado por el gobernador Anthonie Schetz, barón de Grobbendonck , entre el 1 y el 27 de noviembre de 1601, durante la Guerra de los Ochenta Años y la  Guerra anglo-española, en el contexto del largo asedio  de Ostende.
Después de haber capturado Rheinberg en julio de 1601, Mauricio de Nassau movilizó en octubre a 73 compañías de infantería y 33 de caballería, incluidas varias piezas de artillería. La ciudad era virtualmente inexpugnable debido a las grandes fortificaciones defensivas, a la llegada continua de nuevos refuerzos españoles y a la profunda lealtad de la población a la  causa católica. El frío fue otro punto importante. El asedio terminó cuando el archiduque  Alberto, gobernador general de los Países Bajos españoles, envió una fuerza de ayuda española bajo el mando del conde Frederik van den Bergh de Ostende, que el 27 de noviembre había llegado a la ciudad de Oirschot, a unos 25 km al sur de  's-Hertogenbosch. Un día antes, el 26 de noviembre, el príncipe Mauricio, de acuerdo con su primo William Louis sobre la amenaza y el peligro de enfrentarse a los españoles en campo abierto, comenzó la retirada.
Este fracaso neerlandés tenía como objetivo debilitar los ataques españoles en Ostende, donde sir Francis Vere, comandante de la guarnición de Ostende, estaba cerca de la desesperación.
En 1603 Mauricio de Nassau intentó nuevamente conquistar 's-Hertogenbosch, pero otra vez se vio obligado a retirarse.